# Goud(III)chloride
Goud(III)chloride is een anorganische verbinding van goud en chloor met als brutoformule AuCl3, waarin goud zich in oxidatietoestand +III bevindt. De andere verbinding van goud en chloor, goud(I)chloride (AuCl), is minder stabiel dan AuCl3. Goud(III)chloride komt voor als goudgele kristallen, die zeer goed oplosbaar zijn in water.
Goud(III)chloride is sterk hygroscopisch en goed oplosbaar in water en ethanol. Het ontleedt boven 160 °C of onder invloed van licht.
Goud(III)chloride komt als vaste stof en in de dampfase voor als dimeer, Au2Cl6. De structuur is vergelijkbaar met die van joodtrichloride. De structuur van het dimeer lijkt topologisch op die van aluminiumchloride, zij het dat het goud(III)chloride-dimeer vrijwel vlak is, terwijl de aluminiumatomen in aluminiumchloride tetraëdrisch gecoördineerd zijn. De binding tussen goud en chloor heeft een overwegend covalent karakter.

## Synthese
Goud(III)chloride ontstaat door chloorgas over goudpoeder te leiden bij 180 °C:
{\displaystyle {\ce {2 Au + 3 Cl2 -> 2 AuCl3}}}
Een andere bereiding is door vast goud in koningswater op te lossen.

## Eigenschappen en reacties
Watervrij AuCl3 kan boven 160 °C omgezet worden naar goud(I)chloride:
{\displaystyle {\ce {AuCl3 -> AuCl + Cl2}}}
Goud(I)chloride kan boven 420 °C weer omgezet worden naar goud(III)chloride:
{\displaystyle {\ce {3 AuCl -> AuCl3 + 2 Au}}}
Goud(III)chloride gedraagt zich als een Lewiszuur en vormt complexen:
{\displaystyle {\ce {AuCl3 + HCl -> H^+ + AuCl4^-}}}
Andere chloorverbindingen, zoals kaliumchloride, zetten AuCl3 om naar AuCl4−. Waterige oplossingen van AuCl3 reageren in water met basen als natriumhydroxide en vormen een neerslag van Au(OH)3. Bij een overmaat NaOH vormt dit (NaAuO2). Bij matige verwarming valt Au(OH)3 uiteen tot goud(III)oxide, dan Au2O3 en ten slotte metallisch goud.
Goud(III)chloride dient als precursor voor de aanmaak van vele andere goudverbindingen. De reactie met kaliumcyanide geeft het de in water oplosbare complexe verbinding kaliumtetracyanoauraat(III):
{\displaystyle {\ce {AuCl3 + 4 KCN -> KAu(CN)4 + 3 KCl}}}

## Toepassingen in de organische synthese
Goud(III)-zouten, vooral Na(AuCl4), bereid vanuit AuCl3 en NaCl, zijn een niet-toxisch alternatief voor kwik als katalysator voor reacties met alkynen, bijvoorbeeld voor de aanmaak van geneesmiddelen. Een voorbeeldreactie is de hydratie van terminale alkynen om methylketonen te vormen: